# Argyle (Illinois)
Pour les articles homonymes, voir Argyle.
Argyle est une communauté non-incorporée s'étendant sur les comtés de Boone et de Winnebago dans l'État américain de l'Illinois, au nord-est de la ville de Rockford. Elle fait partie de l'Aire urbaine de Rockford.

## Géographie
Argyle se trouve, à une altitude de 269 m.